# Kirsten McCann
Kirsten McCann, née le 25 août 1988, est une rameuse sud-africaine.

## Palmarès

### Jeux olympiques
- 2016, à Rio (Brésil)
  - 5e en Deux de couple poids légers avec Ursula Grobler (en)[2]

### Championnats du monde
- 2017 à Sarasota, (Floride)
  -  Médaille d'or en Skiff[3]